# Ferestraș
Ferestrașul (Mergus) este un gen de pasăre înrudită cu rața, din familia anatidelor (Anatidae), care are un cioc drept, subțire și ascuțit, cu mandibulele la fel de late și prevăzute cu lame cornoase scurte care au aspect de dinți de ferăstrău. Are un trunchi foarte alungit, gâtul  este subțire și destul de lung, capul este împodobit, de regulă, cu un moț de pene. Picioarele sunt deplasate la extremitatea posterioară a trunchiului și au un mers greoi. Se hrănește aproape exclusiv cu pești. Cuprinde cinci specii: Mergus squamatus, Mergus merganser, Mergus serrator, Mergus octosetaceus și  Mergus australis, ultima specie  a dispărut.
În avifauna României sunt întâlnite trei specii de ferestrași:
1. Ferestrașul mare (Mergus merganser)
2. Ferestrașul mic (Mergellus albellus)
3. Ferestrașul moțat (Mergus serrator)